# 小行星6867
小行星6867（英語：6867 Kuwano）是一颗围绕太阳公转的小行星。1992年3月28日，圓舘金、渡邊和郎在北见发现了此天体。
这颗小行星的绝对星等为79.49458400802021等。